# 拉萨莱特-法拉沃
拉萨莱特-法拉沃（法語：La Salette-Fallavaux，法語發音：[la salɛt falavo]）是法国伊泽尔省的一个市镇，位于该省南部，属于格勒诺布尔区。该市镇于1842年由原市镇拉萨莱特（La Salette）和法拉沃（Fallavaux）合并而成。

## 地理
拉萨莱特-法拉沃（44°50'26"N, 5°58'30"E）面积22.29 平方千米，位于法国奥弗涅-罗讷-阿尔卑斯大区伊泽尔省，该省份为法国东南部内陆省份，北起顺时针与安省、萨瓦省、上阿尔卑斯省、德龙省、阿尔代什省、卢瓦尔省和罗讷省。
与拉萨莱特-法拉沃接壤的市镇（或旧市镇、城区）包括：阿斯普尔莱科尔、科尔、莱科特德科尔、昂特赖格、博蒙地区圣米歇尔、瓦尔茹夫雷。

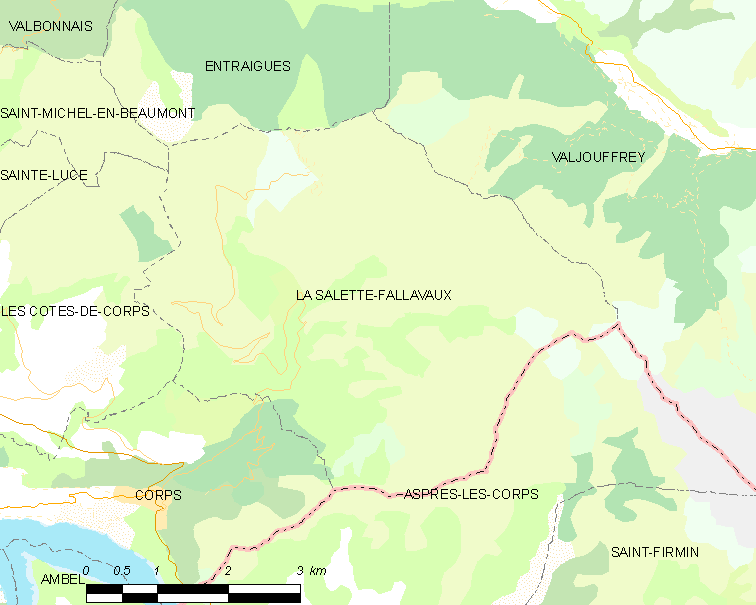
拉萨莱特-法拉沃的OSM定位图

拉萨莱特-法拉沃的时区为UTC+01:00、UTC+02:00（夏令时）。

## 行政
拉萨莱特-法拉沃的邮政编码为38970，INSEE市镇编码为38469。

## 政治
拉萨莱特-法拉沃所属的省级选区为马泰西讷-特列沃县。

## 人口

1962-2008年间拉萨莱特-法拉沃人口变化图示

拉萨莱特-法拉沃于2022年1月1日时的人口数量为82人。